# Iselin Nybø
Iselin Nybø, født 14. maj 1981 i Randaberg i Rogaland, er en norsk advokat, politiker i Venstre og erhvervsminister i Regeringen Solberg siden 2020. Fra 2018 til 2020 var hun minister for forskning og videregående uddannelser. Hun var medlem af Stortinget fra Rogaland 2013–2017 og var derefter den første næstformand for Stortingets kirke-, uddannelses- og forskningsudvalg.

## Baggrund
Nybø voksede op i Randaberg, men boede senere i Stavanger.
Nybø er uddannet advokat fra Universitet i Bergen fra 2006 og har tidligere arbejdet i det svenske skattemyndighed og på et advokatfirma med forskellige forretningsretlige spørgsmål med hovedfokus på skatteret.

## Eksterne links
- Wikimedia Commons har flere filer relateret til Iselin Nybø